# Universidade de Iowa

A Universidade de Iowa (em inglês University of Iowa), também comumente chamada de Iowa ou U of I (em inglês, mais uma vez), é uma  importante universidade de pesquisa localizada em um campus de 1,7 mil acres (7 km²) em Iowa City, Iowa, EUA, nas margens do Rio Iowa. A universidade é organizada em onze colleges abrangendo intergraduação, graduação, e formações profissionais. A universidade é um membro da Big Ten Conference e do Big Ten Academic Alliance.

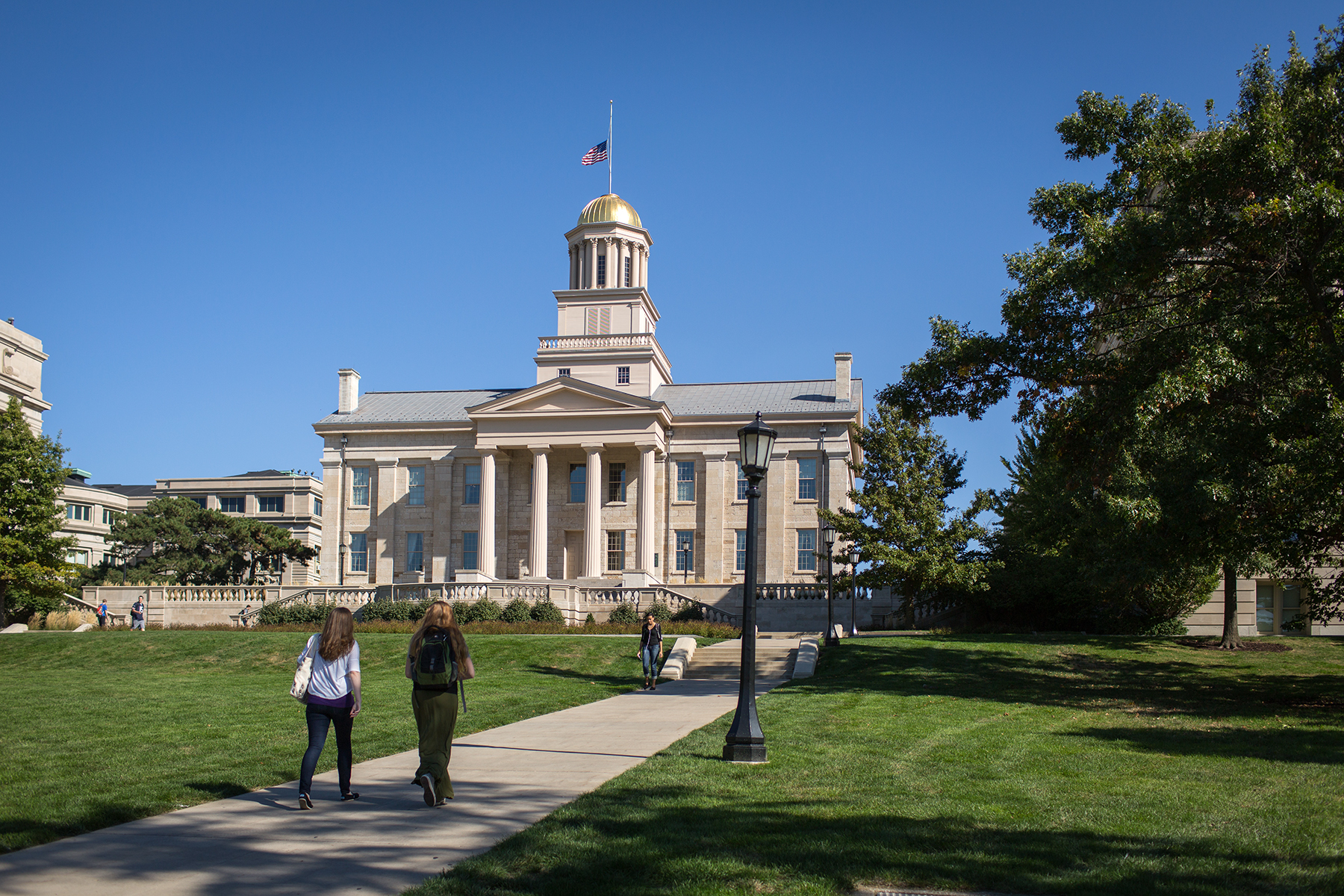
Old Capitol Iowa